# Itoplectis saxosa
Itoplectis saxosa là một loài tò vò trong họ Ichneumonidae.